# Dichapetalum congoense
Dichapetalum congoense är en tvåhjärtbladig växtart som beskrevs av Adolf Engler och Ruhl.. Dichapetalum congoense ingår i släktet Dichapetalum och familjen Dichapetalaceae. Inga underarter finns listade i Catalogue of Life.